# Сэндуэлл
Сэндуэлл (или Сэндвелл; англ. Sandwell) — средневековое бенедиктинское приорство в Англии, в графстве Стаффордшир, приблизительно в 2 километрах к востоку от центра города Уэст-Бромвич. Названо по источнику (well), рядом с которым возникло. Дата основания — около 1190, хотя оно могло произойти и на десять лет ранее; кроме того, на месте монастыря, вероятно, ранее уже существовал еремиторий. Оно было посвящено Св. Марии Магдалине (по некоторым источникам — Св. Троице и Св. Марии Магдалине). Основатель — Уильям, сын Гая де Оффени (Offeni). Покровителями монастыря были сменявшие друг друга лорды Уэст-Бромвича. Согласно археологическим данным, монастырская церковь одно время служила усыпальницей местного знатного рода.
Владения монастыря включали земли в Стаффордшире, Бакингемшире, Шропшире, и, видимо, Вустершире, а также доходы от подчинённых церквей. Накануне ликвидации его духовная собственность оценивалась в 12 фунтов, а мирская — в 26 фунтов 8 шиллингов и 7 пенсов.
История монастыря не слишком примечательна, однако была беспокойной. В XIII веке длительные споры с семейством Парле (Parles) по поводу разграничения прав завершились вооружённым нападением на приорство (1260). Известны и другие конфликты с соседями. В 1414 году приор был обвинён в укрывательстве убийц и грабителей, но впоследствии прощён.
В 1370-х — 1380-х годах приорство было втянуто в конфликт с аббатством Шрусбери, осложнённый внутренней борьбой за должность приора. В результате приор был насильственно вывезен из монастыря аббатом Шрусбери и его людьми, и принуждён к отречению. Его соперник, несмотря на получение папской грамоты на приорство, был арестован. Приором епископ назначил Ричарда Вестбери, монаха из Шрусбери. Но распри не прекращались: в 1397 году очередной приор был временно насильственно изгнан из монастыря. Неповиновение монахов приору отмечено и в письме епископа в 1324 году.
Назначения приоров епископом, в том числе извне, были обычным для этого монастыря; только в XIV веке епископ не менее трёх раз аннулировал результаты выборов, назначая своего кандидата. В 1487 году было объявлено, что монахи неспособны осуществить избрание из-за своей простоты, и приор был вновь назначен епископом.
Количество братии было немногочисленно. После смерти приоров в 1349 и 1361 годах в общине оставался только один монах. В 1380 году их было два, а в 1391 — снова один.
Ликвидация приорства в феврале 1525 года, осуществленная с согласия папы римского Климента VII, была произведена по инициативе кардинала Уолси, который намеревался использовать его собственность для обеспечения своего колледжа в Оксфорде. Обитавшие здесь два монаха были разосланы по другим монастырям. Последний приор, Джон Бэйли, переселенный в Уэнлок, вскоре был избран его приором.
Описание приорства в 1526 года включает церковь с алтарной частью 12 х 5 м и нефом 17 х 5 м (между ними — колокольня 5 х 5 м), с прилегающими двумя капеллами; дом 24 х 6 м с тремя комнатами на нижнем и тремя на верхнем этаже; зал 17 х 6 м; здание 18 х 6 м с кухней на нижнем этаже и двумя комнатами на верхнем, с несколькими флигелями; сторожку, дом с печью, амбар, сеновал, стойло и водяную мельницу. Большинство зданий находилось в плохом состоянии. К западу от приорства располагался фруктовый сад.
В 1530 году имущество приорства было распродано Томасом Кромвелем, после чего оно постепенно превратилось в руины, которые в настоящий момент находятся на территории парка.
В 1986-1990 годах в Сэндуэлле проводились археологические раскопки. Найденные погребёнными в капитульной зале останки пяти приоров были перезахоронены в ближайшей церкви.

## Приоры Сэндуэлла[3]
- Джон, упомянут между 1194 и 1218, и вероятно в 1218.
- Рейнольд, упомянут при Иоанне Безземельном.
- Уильям, упомянут в 1230 и, вероятно, между 1206 и 1228.
- Ричард, предшественник Томаса.
- Томас, упомянут в 1293, вероятно, как приор.
- Томас, отрёкся в 1316.
- Джон de Duckebroc, назначен в 1316, отрёкся к марту 1323.
- Ричард de Eselberg, назначен 1323, отрёкся в 1330.
- Уильям de la Lee, назначен в 1330.
- Уильям Harell, назначен в 1333.
- Ричард le Warde, упомянут в 1341, ум. 1349.
- Николас de Cumpton, назначен в 1349.
- Уильям del Ree, ум. 1361.
- Генри из Киддерминстера[англ.], назначен в 1361.
- Джон de Kyngeston, упомянут в 1370, отрёкся в 1379.
- Ричард Westbury, назначен в 1380, упомянут до 1390.
- Джон of Tamworth, назначен в 1391, отрёкся в 1400.
- Джон de Acton, назначен в 1401.
- Ричард Dudley, упомянут 1413 и 1416.
- Уильям Pruyne, отрёкся в 1436.
- Джон Atton, избран в 1436, упомянут 1461.
- Джон Newport, упомянут в 1484, отрёкся в 1487.
- Томас Wynnysbury, назначен в 1488, отрёкся в тот же год.
- Джон Sawer, назначен в 1488.
- Уильям, упомянут в 1518.
- Джон Baylye, сдал приорство в 1525.